# 4-丙基苯甲醚
4-丙基苯甲醚（英語：4-propylanisole）是一种有机化合物，化学式C10H14O，可见于芒果树等物种。

## 反应
4-丙基苯甲醚的苯环的甲氧基邻位C-H可以被N-溴代丁二酰亚胺溴化，得到2-溴-4-丙基苯甲醚。